# Palaeomystis falcataria
Palaeomystis falcataria là một loài bướm đêm trong họ Geometridae.